# Chloumecká lípa
Chloumecká lípa je památný strom ve vsi Chloumek severovýchodně od Kasejovic. Lípa velkolistá (Tilia platyphyllos) byla zasazena v roce 1848 na paměť zrušení robotní povinnosti. Strom rostoucí na návsi u kapličky v nadmořské výšce 550 m má obvod kmene 330 cm a dosahuje do výšky 23 m (měření 2003). Lípa je chráněna od roku 1976 jako krajinná dominanta a jako součást památky.

## Stromy v okolí
- Kasejovický akát